# Conan and the Young Warriors
Conan and the Young Warriors (no Brasil, Conan e os Jovens Guerreiros) foi a segunda série animada de Conan, precedida por Conan the Adventurer. Teve apenas 13 episódios, exibidos entre 5 de março e 27 de agosto de 1994. A história deu continuidade a da série anterior. Dessa vez, Conan é mentor de 3 jovens guerreiros que desejam ser tão bravos e destemidos quanto ele, que são Draegen, Brynne e Navah. 
Cada um deles tem estrelas que lhes confere poderes especiais. Draegen, com sua bandana, possui o poder da armadura invencível. Brynne, com seu anel, tem o poder da ilusão. E Navah, com seu colar, tem o poder de se comunicar com os animais. Juntando suas habilidades, eles combatem os seres malignos, como Sulinara, uma feiticeira com uma mão de cobra mágica, capaz de atirar raios pelos olhos, e seu comparsa Graak, um dragão voador que cospe fogo.

## Dublagem
| Personagem | Voz Original    | Voz no Brasil     |
| ---------- | --------------- | ----------------- |
| Conan      | Phil Hayes      | Nestor Chiesse    |
| Draegen    | Mark Hildreth   | Yuri Chesman      |
| Brynne     | Kelly Sheridan  | Samira Fernandes  |
| Navah      | Chiara Zanni    | Júlia Castro      |
| Sulinara   | Kathleen Barr   | Rosa Maria Baroli |
| Graak      | Michael Donovan | Mauro Castro      |